# Iron Tank: The Invasion of Normandy
Iron Tank: The Invasion of Normandy, ook bekend als Great Tank (Japans: グレートタンク; Gurēto Tanku), is een videospel dat werd ontwikkeld en uitgegeven door SNK. Het spel kwam in 1988 uit voor het platform Nintendo Entertainment System. Het speelveld wordt met bovenaanzicht getoond. De spelstand kan worden opgeslagen via een wachtwoordsysteem.

## Ontvangst
| Beoordeeld door | Jaar | Score |
| --------------- | ---- | ----- |
| Defunct Games   | 2012 | 83%   |
| Retroage        | 2013 | 70%   |